# Framstegspartiet (Finland)
Framstegspartiet, fi. Kansallinen edistyspuolue, politiskt parti i Finland 1918-1951. Partiet var ett liberalt, republikanskt parti. 
Sedan Ungfinska partiet hade splittrats, bildades Framstegspartiet av ungfinnarnas och Folkpartiets republikanska vänsterfalang tillsammans med den republikanskt sinnade minoriteten i det Gammalfinska partiet. De monarkistiska högerelementen i dessa tre partier grundade Nationella samlingspartiet. En motsvarande omgruppering skedde även på finlandssvenskt håll, där den republikanska minoriteten i Svenska folkpartiet bröt ut och grundade ett eget parti, Svenska vänstern, som blev Nationella framstegspartiets motsvarighet på svenskspråkigt håll. Framstegspartiet var drivande i införandet av 1919 års regeringsform och medverkade regelbundet i regeringen. Många framträdande politiker tillhörde Framstegspartiet, såsom K.J. Ståhlberg, Risto Ryti, A.K. Cajander och Eero Erkko. Efter stadigt krympande stöd i riksdagsvalen beslöt man att upplösa partiet 1951.
Olika tidigare företrädare för finsk liberalism bildade efter partiets upplösning partierna Finska folkpartiet och De Frisinnades Förbund.